# Record mondiali under 20 di atletica leggera
I record mondiali under 20 di atletica leggera rappresentano le migliori prestazioni di atletica leggera stabilite a livello mondiale dagli atleti appartenenti alla categoria under 20 e ratificate ufficialmente dalla World Athletics.

## Record mondiali U20

### Maschili
Statistiche aggiornate all'8 giugno 2024.
| 100 m (v.) | Lungo (v.) | Peso    | Alto   | 400 m | 110 m hs (v.) | Disco   | Asta   | Giavellotto | 1500 m  |
| ---------- | ---------- | ------- | ------ | ----- | ------------- | ------- | ------ | ----------- | ------- |
| 10"76      | 7,66 m     | 14,41 m | 2,09 m | 48"37 | 14"37         | 41,76 m | 4,80 m | 62,90 m     | 4'34"04 |

| 100 m (v.)       | Lungo (v.)        | Peso           | Alto   | 400 m | 110 m hs (v.)              | Disco              | Asta   | Giavellotto | 1500 m  |
| ---------------- | ----------------- | -------------- | ------ | ----- | -------------------------- | ------------------ | ------ | ----------- | ------- |
| 11"48 (-1,3 m/s) | 7,20 m (+1,6 m/s) | 15,37 m (6 kg) | 2,05 m | 48"42 | 14"55 (-0,2 m/s) (99,0 cm) | 48,49 m (1,750 kg) | 4,70 m | 68,05 m     | 4'15"52 |

### Femminili
Statistiche aggiornate all'8 giugno 2024.
| Specialità              | Prestazione | Atleta                                                           | Nazione                                | Data              | Luogo                               | Età                                                                                |
| ----------------------- | --- | ---------------------------------------------------------------- | -------------------------------------- | ----------------- | ----------------------------------- | ---------------------------------------------------------------------------------- |
| 100 m piani             | 10"88 (+2,0 m/s) | Marlies Oelsner                                                  | Germania Est                           | 1º luglio 1977    | Dresda, Germania Est                | 19 anni e 102 giorni                                                               |
| 200 m piani             | 21"81 (+0,8 m/s) | Christine Mboma                                                  | Namibia                                | 3 agosto 2021     | Tokyo, Giappone                     | 18 anni e 73 giorni                                                                |
| 400 m piani             | 49"42 | Grit Breuer                                                      | Germania                               | 27 agosto 1991    | Tokyo, Giappone                     | 19 anni e 192 giorni                                                               |
| 800 m piani             | 1'54"01 | Pamela Jelimo                                                    | Kenya                                  | 29 agosto 2008    | Zurigo, Svizzera                    | 18 anni e 268 giorni                                                               |
| 1 000 m piani           | 2'34"89 | Audrey Werro                                                     | Svizzera                               | 17 giugno 2023    | Nizza, Francia                      | 19 anni e 82 giorni                                                                |
| 1 500 m piani           | 3'51"34 | Lang Yinglai                                                     | Cina                                   | 18 ottobre 1997   | Shanghai, Cina                      | 18 anni e 57 giorni                                                                |
| Miglio                  | 4'17"13 | Birke Haylom                                                     | Etiopia                                | 15 giugno 2023    | Oslo, Norvegia                      | 17 anni e 160 giorni                                                               |
| 3 000 m piani           | 8'28"83 | Zola Budd                                                        | Gran Bretagna                          | 7 settembre 1985  | Roma, Italia                        | 19 anni e 104 giorni                                                               |
| 5 000 m piani           | 14'16"54 | Medina Eisa                                                      | Etiopia                                | 23 luglio 2023    | Londra, Regno Unito                 | 18 anni e 201 giorni                                                               |
| 10 000 m piani          | 30'26"50 | Linet Masai                                                      | Kenya                                  | 15 agosto 2008    | Pechino, Cina                       | 18 anni e 254 giorni                                                               |
| 3 000 m siepi           | 8'58"78 | Celliphine Chespol                                               | Kenya                                  | 26 maggio 2017    | Eugene, Stati Uniti d'America       | 18 anni e 64 giorni                                                                |
| 100 m ostacoli          | 12"71 (+1,3 m/s) | Britany Anderson                                                 | Giamaica                               | 24 luglio 2019    | Joensuu, Finlandia                  | 18 anni e 202 giorni                                                               |
| 400 m ostacoli          | 53"60 | Sydney McLaughlin                                                | Stati Uniti                            | 27 aprile 2018    | Fayetteville, Stati Uniti d'America | 18 anni e 263 giorni                                                               |
| Salto in alto           | 2,04 m | Jaroslava Mahučich                                               | Ucraina                                | 30 settembre 2019 | Doha, Qatar                         | 18 anni e 11 giorni                                                                |
| Salto con l'asta        | 4,71 m(i) | Wilma Murto                                                      | Finlandia                              | 31 gennaio 2016   | Zweibrücken, Germania               | 17 anni e 234 giorni                                                               |
| Salto in lungo          | 7,14 m (+1,1 m/s) | Heike Drechsler                                                  | Germania Est                           | 4 giugno 1983     | Bratislava, Cecoslovacchia          | 18 anni e 170 giorni                                                               |
| Salto triplo            | 14,62 m (+1,0 m/s) | Tereza Marinova                                                  | Bulgaria                               | 25 agosto 1996    | Sydney, Australia                   | 18 anni e 335 giorni                                                               |
| Getto del peso          | 20,54 m | Astrid Kumbernuss                                                | Germania Est                           | 1º luglio 1989    | Orimattila, Finlandia               | 19 anni e 146 giorni                                                               |
| Lancio del disco        | 74,40 m | Ilke Wyludda                                                     | Germania Est                           | 13 settembre 1988 | Berlino Est, Germania Est           | 19 anni e 169 giorni                                                               |
| Lancio del martello     | 73,43 m | Silja Kosonen                                                    | Finlandia                              | 28 giugno 2021    | Vaasa, Finlandia                    | 18 anni e 194 giorni                                                               |
| Lancio del giavellotto  | 63,86 m | Yulenmis Aguilar                                                 | Cuba                                   | 2 agosto 2015     | Edmonton, Canada                    | 18 anni e 364 giorni                                                               |
| Eptathlon               | 6 542 punti | Carolina Klüft                                                   | Svezia                                 | 10 agosto 2002    | Monaco di Baviera, Germania         | 19 anni e 189 giorni                                                               |
| Eptathlon               | \| 100 m hs (v.) \| Alto \| Peso \| 200 m (v.) \| Lungo (v.) \| Giavellotto \| 800 m \| \| ---------------- \| ------ \| ------- \| ---------------- \| ----------------- \| ----------- \| ------- \| \| 13"33 (-0,3 m/s) \| 1,89 m \| 13,16 m \| 23"71 (-0,3 m/s) \| 6,36 m (+1,1 m/s) \| 47,61 m \| 2'17"99 \| |                                                                  |                                        |                   |                                     |                                                                                    |
| Marcia 10 000 m (pista) | 42'47"25 | Anežka Drahotová                                                 | Rep. Ceca                              | 23 luglio 2014    | Eugene, Stati Uniti d'America       | 19 anni e 1 giorno                                                                 |
| Marcia 10 km (strada)   | 41"57 | Gao Hongmiao                                                     | Cina                                   | 8 settembre 1993  | Pechino, Cina                       | 19 anni e 175 giorni                                                               |
| Staffetta 4×100 m       | 42"59 | Serena Cole Tina Clayton Kerrica Hill Tia Clayton                | Giamaica Squadra nazionale under 20    | 5 agosto 2022     | Cali, Colombia                      | 18 anni e 40 giorni 17 anni e 353 giorni 17 anni e 152 giorni 17 anni e 353 giorni |
| Staffetta 4×400 m       | 3'27"60 | Alexandria Anderson Ashlee Kidd Stephanie Smith Natasha Hastings | Stati Uniti Squadra nazionale under 20 | 18 luglio 2004    | Grosseto, Italia                    | 17 anni e 172 giorni 18 anni e 358 giorni 19 anni e 21 giorni 17 anni e 361 giorni |
| 100 m hs (v.)           | Alto | Peso                                                             | 200 m (v.)                             | Lungo (v.)        | Giavellotto                         | 800 m                                                                              |
| 13"33 (-0,3 m/s)        | 1,89 m | 13,16 m                                                          | 23"71 (-0,3 m/s)                       | 6,36 m (+1,1 m/s) | 47,61 m                             | 2'17"99                                                                            |

## Record mondiali U20 indoor

### Maschili
Statistiche aggiornate al 17 febbraio 2024.
| Specialità              | Prestazione | Atleta             | Nazione          | Data             | Luogo                                  | Età                  |
| ----------------------- | --- | ------------------ | ---------------- | ---------------- | -------------------------------------- | -------------------- |
| 60 m piani              | 6"51 | Mark Lewis-Francis | Gran Bretagna    | 11 marzo 2001    | Lisbona, Portogallo                    | 18 anni e 188 giorni |
| 200 m piani             | 20"37 | Walter Dix         | Stati Uniti      | 12 marzo 2005    | Fayetteville, Stati Uniti d'America    | 19 anni e 40 giorni  |
| 400 m piani             | 44"80 | Kirani James       | Grenada          | 27 febbraio 2011 | Fayetteville, Stati Uniti d'America    | 18 anni e 179 giorni |
| 800 m piani             | 1'44"35 | Jurij Borzakovskij | Russia           | 30 gennaio 2000  | Dortmund, Germania                     | 18 anni e 293 giorni |
| 1 000 m piani           | 2'15"77 | Abubaker Kaki      | Sudan            | 21 febbraio 2008 | Stoccolma, Svezia                      | 18 anni e 245 giorni |
| 1 500 m piani           | 3'36"02 | Jakob Ingebrigtsen | Norvegia         | 20 febbraio 2019 | Düsseldorf, Germania                   | 18 anni e 154 giorni |
| Miglio                  | 3'55"02 | German Fernandez   | Stati Uniti      | 28 febbraio 2009 | College Station, Stati Uniti d'America | 18 anni e 118 giorni |
| 3 000 m piani           | 7'32"87 | Hagos Gebrhiwet    | Etiopia          | 2 febbraio 2013  | Boston, Stati Uniti d'America          | 19 anni e 22 giorni  |
| 5 000 m piani           | 12'53"29 | Isiah Koech        | Kenya            | 11 febbraio 2011 | Düsseldorf, Germania                   | 17 anni e 54 giorni  |
| 60 m ostacoli (99,0 cm) | 7"34 | Sasha Zhoya        | Francia          | 22 febbraio 2020 | Miramas, Francia                       | 17 anni e 242 giorni |
| Salto in alto           | 2,35 m | Volodymyr Jaščenko | Unione Sovietica | 12 marzo 1978    | Milano, Italia                         | 19 anni e 59 giorni  |
| Salto con l'asta        | 5,88 m | Armand Duplantis   | Svezia           | 25 febbraio 2018 | Clermont-Ferrand, Francia              | 18 anni e 107 giorni |
| Salto in lungo          | 8,34 m | Mattia Furlani     | Italia           | 17 febbraio 2024 | Ancona, Italia                         | 19 anni e 17 giorni  |
| Salto triplo            | 17,54 m(a) | Jaydon Hibbert     | Giamaica         | 11 marzo 2023    | Albuquerque, Stati Uniti d'America     | 18 anni e 53 giorni  |
| Getto del peso (6 kg)   | 22,48 m | Konrad Bukowiecki  | Polonia          | 8 gennaio 2016   | Toruń, Polonia                         | 18 anni e 297 giorni |
| Eptathlon (under 20)    | 6 062 punti | Jente Hauttekeete  | Belgio           | 14 febbraio 2021 | Francoforte sul Meno, Germania         | 18 anni e 337 giorni |
| Eptathlon (under 20)    | \| 60 m \| Lungo \| Peso \| Alto \| 60 m hs \| Asta \| 1000 m \| \| ---- \| ------ \| -------------- \| ------ \| -------------- \| ------ \| ------- \| \| 7"07 \| 7,33 m \| 15,64 m (6 kg) \| 2,10 m \| 8"06 (0,99 cm) \| 4,70 m \| 2'46"71 \| |                    |                  |                  |                                        |                      |
| 60 m                    | Lungo | Peso               | Alto             | 60 m hs          | Asta                                   | 1000 m               |
| 7"07                    | 7,33 m | 15,64 m (6 kg)     | 2,10 m           | 8"06 (0,99 cm)   | 4,70 m                                 | 2'46"71              |

### Femminili
Statistiche aggiornate al 13 marzo 2023.
| Specialità       | Prestazione | Atleta              | Nazione                   | Data             | Luogo                                  | Età                  |
| ---------------- | --- | ------------------- | ------------------------- | ---------------- | -------------------------------------- | -------------------- |
| 60 m piani       | 7"07 | Ewa Swoboda         | Polonia                   | 12 febbraio 2016 | Toruń, Polonia                         | 18 anni e 201 giorni |
| 60 m piani       | 7"07(a) | Kaila Jackson       | Stati Uniti               | 10 marzo 2023    | Albuquerque, Stati Uniti d'America     | 18 anni e 253 giorni |
| 200 m piani      | 22"33 | Adaejah Hodge       | Isole Vergini Britanniche | 12 marzo 2023    | Boston, Stati Uniti d'America          | 16 anni e 364 giorni |
| 400 m piani      | 50"82 | Sanya Richards-Ross | Stati Uniti               | 13 marzo 2004    | Fayetteville, Stati Uniti d'America    | 19 anni e 16 giorni  |
| 800 m piani      | 1'58"40 | Athing Mu           | Stati Uniti               | 27 febbraio 2021 | Fayetteville, Stati Uniti d'America    | 18 anni e 264 giorni |
| 1 000 m piani    | 2'35"80 | Mary Cain           | Stati Uniti               | 8 febbraio 2014  | Boston, Stati Uniti d'America          | 17 anni e 281 giorni |
| 1 500 m piani    | 4'01"57 | Lemlem Hailu        | Etiopia                   | 19 febbraio 2020 | Liévin, Francia                        | 18 anni e 274 giorni |
| Miglio           | 4'24"10 | Kalkidan Gezahegne  | Etiopia                   | 20 febbraio 2010 | Birmingham, Regno Unito                | 19 anni e 43 giorni  |
| 3 000 m piani    | 8'33"56 | Tirunesh Dibaba     | Etiopia                   | 20 febbraio 2004 | Birmingham, Regno Unito                | 18 anni e 142 giorni |
| 5 000 m piani    | 14'53"99 | Tirunesh Dibaba     | Etiopia                   | 31 gennaio 2004  | Boston, Stati Uniti d'America          | 18 anni e 122 giorni |
| 60 m ostacoli    | 7"91 | Grace Stark         | Stati Uniti               | 29 febbraio 2020 | College Station, Stati Uniti d'America | 18 anni e 299 giorni |
| 60 m ostacoli    | 7"91 | Ackera Nugent       | Giamaica                  | 26 febbraio 2021 | Lubbock, Stati Uniti d'America         | 18 anni e 303 giorni |
| Salto in alto    | 2,02 m | Jaroslava Mahučich  | Ucraina                   | 31 gennaio 2020  | Karlsruhe, Germania                    | 18 anni e 134 giorni |
| Salto con l'asta | 4,71 m | Wilma Murto         | Finlandia                 | 31 gennaio 2016  | Zweibrücken, Germania                  | 17 anni e 234 giorni |
| Salto in lungo   | 6,91 m | Larissa Iapichino   | Italia                    | 20 febbraio 2021 | Ancona, Italia                         | 18 anni e 217 giorni |
| Salto triplo     | 14,37 m | Ren Ruiping         | Cina                      | 11 marzo 1995    | Barcellona, Spagna                     | 19 anni e 38 giorni  |
| Getto del peso   | 20,51 m | Heidi Krieger       | Germania Est              | 8 febbraio 1984  | Budapest, Ungheria                     | 18 anni e 203 giorni |
| Pentathlon       | 4 542 punti | Alina Shukh         | Ucraina                   | 4 febbraio 2017  | Tallinn, Estonia                       | 17 anni e 358 giorni |
| Pentathlon       | \| 60 m hs \| Alto \| Peso \| Lungo \| 800 m \| \| ------- \| ------ \| ------- \| ------ \| ------- \| \| 8"98 \| 1,89 m \| 13,81 m \| 6,12 m \| 2'16"84 \| |                     |                           |                  |                                        |                      |
| 60 m hs          | Alto | Peso                | Lungo                     | 800 m            |                                        |                      |
| 8"98             | 1,89 m | 13,81 m             | 6,12 m                    | 2'16"84          |                                        |                      |